# R. Gordon Wasson
Robert Gordon Wasson (* 22. September 1898 in Great Falls, Montana, USA; † 23. Dezember 1986 in Danbury, Connecticut, USA) war ein New Yorker Bankier, der als Privatgelehrter zusammen mit seiner Frau Valentina Pavlovna Wasson Anfang der 1950er Jahre die Wirkung psychoaktiver Pilze bei verschiedenen Kulturen in Sibirien, Indien, Europa sowie Nord- und Südamerika zu erforschen begann und die Ethnomykologie begründete.

## Leben
R. Gordon Wasson ging in Newark in New Jersey zur Schule und wurde von seinem Vater – Pfarrer der Episkopalkirche – im christlichen Glauben erzogen. Das Kind wurde zusammen mit seinem Bruder Thomas Campbell Wasson schon früh auf Bildungsreisen zu den Museen in New York City und anderen Städten der Ostküste geschickt. Zu Beginn des Ersten Weltkriegs unternahm R. Gordon ebenfalls zusammen mit seinem Bruder eine Europareise. 1917 diente er im Rang eines Gefreiten als Funker bei den amerikanischen Truppen in Frankreich.
Nach dem Krieg lernte R. Gordon Wasson spanisch und studierte an der Columbia School of Journalism. Er erhielt das erste Pulitzer-Reisestipendium, mit dem er an der London School of Economics studierte. Nach Amerika zurückgekehrt, studierte Wasson 1921–1922 Englisch an der Columbia-Universität. Nach Abschluss seiner Studien war er bis 1928 bei verschiedenen Zeitungen und Magazinen als Journalist tätig.
1926 heiratete Wasson in London die russischstämmige Kinderärztin Valentina Pavlovna Guercken (1901–1958).
1928 wurde Wasson Mitarbeiter bei der Guaranty Company in New York City, für die er in Argentinien (1929–1931 in Buenos Aires) und London war. In dieser Zeit wurde Wasson mit den Schriften von William Henry Hudson bekannt. Von 1934 bis zu seinem Ausscheiden 1963 stand Wasson im Dienst des Bankhauses J. P. Morgan. Hier hatte er seit 1943 die Position eines stellvertretenden Vorstandsvorsitzenden inne.
Wasson hinterließ zwei Kinder (Peter Wasson und Mary (Masha) Wasson Britten).

## Forschung und Veröffentlichungstätigkeit
Wasson und seine Frau Valentina verbrachten ihre Flitterwochen im Jahr 1927 in den Catskill-Bergen in New York. Valentina Pavlovna fand in den Wäldern die gleichen Pilze wie in ihrer Kindheit in Russland und eröffnete ihrem Mann die Welt der essbaren Pilze. Bis zu diesem Zeitpunkt gruselte es ihren Ehemann bei der Vorstellung, Pilze zu essen. Hier begann ihre lebenslange Beschäftigung mit dem Thema „Zeugnisse von Pilzen und Giftpilzen in den Kulturen der Erde“.
Das Ehepaar sammelte von nun an Daten über Pilze aus unterschiedlichen Wissenschaften und Wissensgebieten: Geschichte, Linguistik, vergleichende Religionswissenschaft, Mythologie, Kunst und Archäologie. Sie nannten das von ihnen begründete Forschungsgebiet Ethnomykologie. Sie gingen so weit, die Menschen in Mykophile und Mykophobe einzuteilen. Ihre Forschungen führten sie ab 1953 nach Mexiko, wo sie den magisch-religiösen Gebrauch von Pilzen erforschten.
In der Nacht vom 29. auf den 30. Juni 1955 nahmen sie erstmals und als erste westliche Besucher aktiv an einer heiligen Pilzzeremonie (eine Velada, spanisch »Nachtwache«) der Mazateken in den Mixeteco-Bergen unter Leitung der Schamanin María Sabinas teil. 1957 wurde in der Maiausgabe des US-amerikanischen Life Magazins darüber ausführlich berichtet: Seeking the Magic Mushroom, Indians of Mexico (Rites and ceremonies) sowie im Magazin This Week. Diese Berichte hatten enorme Folgen für die Wissenschaft und die internationale Gesellschaft, denn erstmals erreichte das Wissen um die Existenz von psychoaktiven Pilzen ein weites Publikum. Ihr erstes Buch Mushrooms, Russia and History erschien ebenfalls 1957, es war ein zweibändiges Pilzkochbuch.
In den USA wurden psychoaktive Pilze durch Timothy Leary (1920–1996) bekannt gemacht. Das Ehepaar Wasson wurde auf seinen Reisen häufig von Professor Roger Heim (1900–1979), einem Mykologen und Direktor des Museum National d’Histoire Naturelle in Paris begleitet. Mit ihm zusammen begann bei Sandoz in der Schweiz eine intensive Erforschung von Pilzen aus pharmazeutischem Interesse. In Europa sorgten diese Publikationen und Vorträge von Albert Hofmann (1906–2008) für die Verbreitung, besonders nachdem er in den Sandoz Laboratories in Basel in einer einheimischen Pilzart dieselben Wirkstoffe (Psilocybin  und Psilocin) hatte nachweisen können.
In den Jahren 1963 bis 1966 versuchte R. Gordon Wasson seine These zu belegen, bei dem in den indischen Veden erwähnten Soma handele es sich um den Fliegenpilz. Zu diesem Zweck hielt er sich in diesem Zeitraum nahezu durchgehend im pazifischen Raum auf. Seine Reisen umfassten Neuseeland, Neuguinea, Japan, China, Indien, Korea, Iran, Afghanistan, Thailand und Nepal. In der Indologie sind seine Deutungen nicht anerkannt. Dessen ungeachtet wurde und wird die Soma-Hypothese auch in der einschlägigen Fachliteratur noch immer unkritisch übernommen und ungeprüft weiterverbreitet.
In dem 1986 erschienenen Buchtitel Persephone’s Quest: Entheogens and the Origins of Religion (über die Mysterien von Eleusis und dem Getreidepilz Mutterkorn) wird zum Ausdruck gebracht, dass sich R. Gordon Wasson von der in den 1960er Jahren stattgefundenen Pilzdrogen-Euphorie absetzen wollte. Mit dem von ihm und seinen Kollegen kreierten Begriff "entheogen" sollten die Begriffe "halluzinogen", "psychedelisch" und "Droge" aus dem Zusammenhang mit Pilzen herausgehalten werden. Aus dem Abstand einiger Jahrzehnte betrachtet, ist dieser Versuch jedoch gescheitert.

## Büchersammler
R. Gordon Wasson war Sammler schöner und wertvoller Bücher und legte bei seinen eigenen Büchern besonderen Wert auf eine entsprechende Ausstattung. Seine Bücher erschienen in einer limitierten Auflage bei Stamperia Valdonega Press in Verona in Italien auf handgefertigtem Papier. Die Gestaltung erfolgte durch Giovanni Mardersteig.
Seine Mitgliedschaften in Vereinigungen und Gesellschaften sowie damit verbundene Vortragstätigkeiten waren zahlreich.

## Veröffentlichungen
- Mushrooms, Russia and History, 1957 (Co-Autoren: Valentina Pavlovna Wasson und Florence James, dem russischen Koch).
- Maria Sabina and Her Mazatec Mushroom Velada, 1974.
- The Wondrous Mushroom: Mycolatry in Mesoamerica, 1980.
- Les Champignons Hallucinogenes du Mexique, 1958 (Koautor mit Roger Heim).
- Nouvelles Investigations sur les Champignons Hallucinogenes, 1967.
- Soma: Divine Mushroom of Immortality, 1969 (Koautor mit Wendy Doniger).
- The Road to Eleusis: Unveiling the Secret of the Mysteries, 1978 (als Koautor).
  - Der Weg nach Eleusis, ISBN 3-458-14138-3.
- Persephone's Quest: Entheogens and the Origins of Religion, 1986.
- That Gettysburg Address, 1965.
- The Hall Carbine Affair: An Essay in Historiography, 1946.
- American Journal of Philology: "The Etymology of Botargo", October 1947.
- Saturday Review of Literature: "W.H. Hudson's Lost Years", April 1947.